# 14588 Pharrams
14588 Pharrams este un asteroid din centura principală de asteroizi.

## Descriere
14588 Pharrams este un asteroid din centura principală de asteroizi. A fost descoperit pe 14 septembrie 1998 la Socorro, New Mexico, în cadrul proiectului LINEAR. Asteroidul prezintă o orbită caracterizată de o semiaxă mare de 2,36 ua, o excentricitate de 0,12 și o înclinație de 6,5° în raport cu ecliptica.